# Gordonia axillaris
Gordonia axillaris là một loài thực vật có hoa trong họ Theaceae. Loài này được (Roxb. ex Ker) Endl. mô tả khoa học đầu tiên năm 1842.

## Hình ảnh

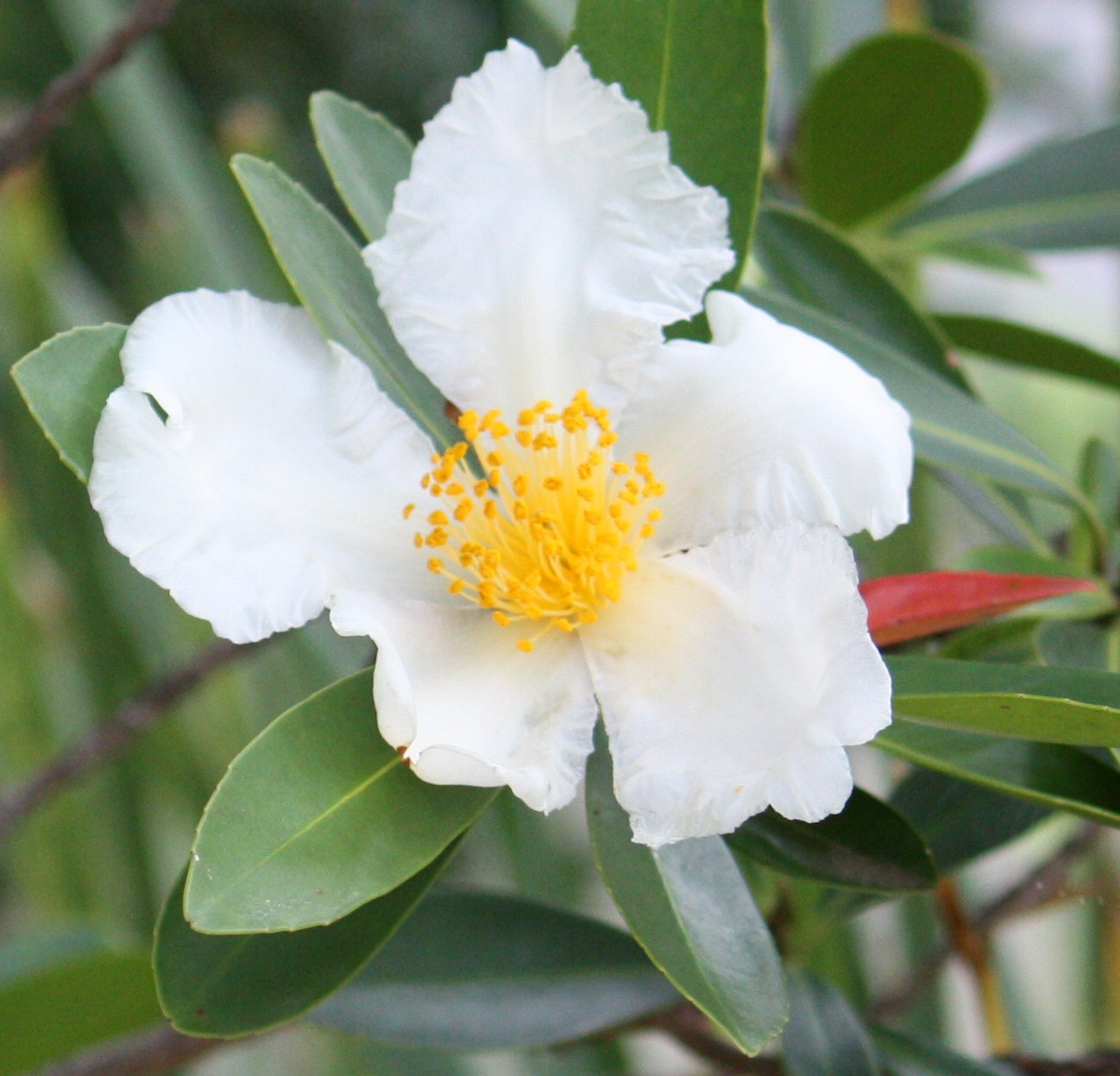
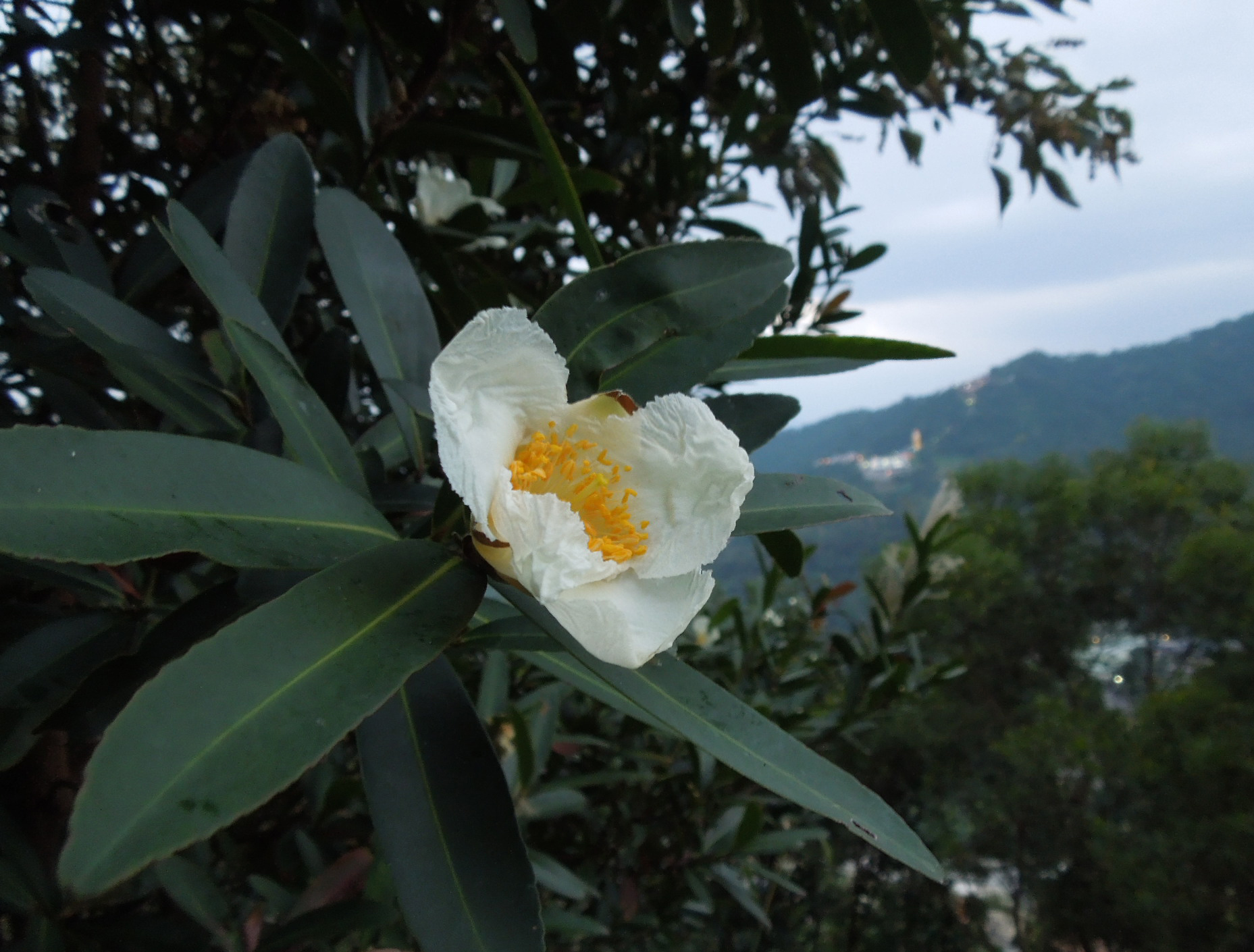